# Tây Hạ Huệ Tông
Tây Hạ Huệ Tông (chữ Hán: 西夏惠宗; 1061-1086), tên thật là Ngôi Danh Bỉnh Thường (嵬名秉常), là vị hoàng đế thứ ba của triều đại Tây Hạ, trị vì từ năm 1067 tới năm 1086.

## Lên ngôi
Khi vua cha của Huệ Tông là Tây Hạ Nghị Tông mất, Huệ Tông lên kế vị lúc mới 6 tuổi; mọi việc phải do Thái hậu Lương thị (mẹ đẻ của Huệ Tông) chấp chính. Năm 1076, Huệ Tông đã 16 tuổi, có thể trực tiếp điều khiển triều chính, nhưng mẹ của ông không để ông nắm triều chính, mọi quyền hành vẫn do bà ta nắm, còn ông chỉ làm hoàng đế bù nhìn mà chẳng có quyền gì cho đến khi qua đời.

## Qua đời
Ông mất ờ tuổi 26 vào năm 1086. Thụy hiệu là Huệ Tông Khang Tĩnh Hoàng Đế và được chôn ở Hiến lăng. Sau khi Huệ Tông mất, con ông là Lý Càn Thuận lên kế vị, tức là Tây Hạ Sùng Tông.